# MANCA Festival
Das MANCA Festival (Aktuelle Musik Nizza Côte d’Azur) – auf Französisch, Festival MANCA (Musiques actuelles Nice Côte d’Azur) – ist ein Festival für Neue Musik, das jedes Jahr im November vom CIRM, Internationales Zentrum für Musikforschung (auf Französisch, CIRM, Centre international de recherches musicales) in Nizza organisiert wird, eine Einheit, die das Nationale Zentrum für musikalische Schöpfung (auf Französisch, Centre national de création musicale) von Frankreich integriert und in dieser Stadt und der Côte d’Azur Region stattfindet. Laut den Organisatoren wird während der Veranstaltung zusammen mit zeitgenössischen Musikern „vom Rezital bis zum großen Orchesterkonzert, ein breites Repertoire an Werken, mit oder ohne Elektronik, präsentiert“. Ebenso umfasst das Programm auch andere Formen des künstlerischen Ausdrucks (wie Tanz, Kino, bildende Kunst usw.) und eine Reihe von Bildungsaktivitäten, die für die Öffentlichkeit aller Altersgruppen, die das Festival besuchen, zugänglich sind, einschließlich musikalischer Einführungsworkshops für Kinder (genannt „Mini-Manca“) und Meisterklassen für Instrumente.
Das MANCA Festival wurde vom französischen Komponisten für Neue Musik Jean-Étienne Marie ins Leben gerufen und fand 1978 zum ersten Mal statt, zehn Jahre nachdem der Künstler das CIRM gegründet hatte. Mit den Worten von François Paris, Direktor dieser Veranstaltung und der oben genannten Institution, „ist die Mission des MANCA-Festivals, auch und vor allem, einem breiten Publikum einen neugierigen und köstlichen Spaziergang auf dem Weg der Schöpfung zu ermöglichen. Wir müssen, was uns betrifft, den Kurs für die Exzellenz des Niveaus unserer Vorschläge sicherstellen, um den Sprung ins Leere, den Verkehrsunfall oder die Langeweile zu verhindern und gleichzeitig die abenteuerliche Seite der Flucht zu bewahren. Unser Erfolg wäre total, wenn es jedem möglich wäre, ‚in fine‘, mit Freude und Zuversicht zu gehen, ohne sich zu verbieten, sich umzudrehen, um den Zusammenhang der Spur zu erfassen.“ Im Jahr 2022 hat der Musikkritiker Michèle Tosi auf das MANCA-Festival verwiesen und die „Vitalität der Schöpfung beim CIRM in Nizza“ hervorgehoben.